# László Sepsi
László Sepsi (Luduș, Mureș, Rumania, 7 de junio de 1987) es un futbolista rumano de etnia húngara. Juega de lateral izquierdo y su actual equipo es el Universitatea Cluj de la Liga II de Rumania.

## Trayectoria
Sepsi jugó en el Stade Rennais FC de la Ligue 1 francesa, donde llegó de la mano del entonces entrenador László Bölöni.
En la temporada 2005/06 no tomó parte en ningún partido de liga, si bien fue alineado en un par de partidos de la Copa de Francia. Al abandonar el puesto su compatriota Bölöni en verano de 2006, Sepsi volvió a Rumanía.
El 12 de enero de 2008, Sepsi firmó un contrato de cinco años y medio de duración con el Sport Lisboa e Benfica por una suma que no se hizo pública (según la prensa rumana, alrededor de los 2,5 millones de euros).
En el verano de 2008 fue declarado transferible por el entonces entrenador del club lisboeta, Quique Sánchez Flores.
El 5 de agosto de 2008 se hizo pública su cesión al Racing de Santander, debutando el 31 de agosto en partido oficial con el equipo cántabro.
Al año siguiente de nuevo es cedido pero esta vez con opción de compra al Racing de Santander hasta el 30 de junio de 2010 pero el 4 de enero de 2010 el club renuncia a la cesión, unos días más tarde es fichado por el FC Timișoara de Rumanía. En 2012 deja el Timisoara y ficha por el ASA Targu Mures, donde no iba a durar mucho porque en el mismo año fichaba por el CFR Cluj. Iba a permanecer allí 2 temporadas, hasta 2014, cuando dejaba el CFR para regresar al ASA Targu Mures. Tras un año en club, en junio de 2015 se confirmaba su fichaje por el FC Núremberg de la segunda división alemana.

## Selección nacional
Ha sido internacional con la selección de fútbol de Rumania, ha jugado 4 partidos internacionales.

## Clubes
| Club                         | País     | Temporada |
| ---------------------------- | -------- | --------- |
| CS Gaz Metan Mediaș          | Rumanía  | 2004-2006 |
| Stade Rennais B (cedido)     | Francia  | 2005-2006 |
| Gloria Bistrița              | Rumanía  | 2006-2008 |
| SL Benfica                   | Portugal | 2008-2009 |
| Racing de Santander (cedido) | España   | 2008-2009 |
| FC Timișoara                 | Rumanía  | 2010-2012 |
| Târgu Mureș                  | Rumania  | 2012      |
| CFR Cluj                     | Rumania  | 2012-2014 |
| Târgu Mureș (cedido)         | Rumania  | 2014      |
| Târgu Mureș                  | Rumania  | 2014-2015 |
| 1. FC Nürnberg               | Alemania | 2015-2018 |
| Universitatea Cluj           | Rumania  | 2018-     |